# Савино (Ненашкинское сельское поселение)
Савино — деревня в Клепиковском районе Рязанской области России. Входит в состав Ненашкинского сельского поселения.

## География
Находится на севере региона в Мещёрской низменности, в «крае лесов и болот», в зоне смешанных заболоченных лесов, подвергшихся вырубке (обезлесенных), в 6 км от реки Совка, в 4 км от болота Шира и в 13 км от города Спас-Клепики.

## История
Деревня образована в исторической местности  Рязанская Мещёра.
На топографической межевой карте Рязанской губернии Александра Ивановича Менде (Мендт), опубликованной к 1850 году, указана деревня Савина в 16 дворов.
На Специальной карте Европейской России Стрельбицкого 1871 года указана деревня Савина.
С октября 2004 года в составе образованного муниципального образования «Ненашкинское сельское поселение».

## Население
| 2010 |
| ---- |
| 49   |

## Инфраструктура
Обслуживается отделением почтовой связи 391044 в посёлке Ненашкино.

## Транспорт
Просёлочные дороги, ведущие к соседним (19-21 вв.) деревням Зимники, Филотова (Болотова), Тимохино и Беляево.
Через Тимохино выезд на автодорогу межмуниципального значения «Спас-Клепики — Чёрное — Посерда» (идентификационный номер 61 ОП МЗ 61Н-235).